# باري دايسون
باري دايسون (بالإنجليزية: Barry Dyson)‏ (6 سبتمبر 1942 في المملكة المتحدة - 26 فبراير 1995 في المملكة المتحدة) هو لاعب كرة قدم بريطاني في مركز الهجوم. لعب مع كريستال بالاس وكولتشستر يونايتد ونادي بوري ونادي ترانمير روفرز لكرة القدم ونادي ليتون أورينت ونادي واتفورد ونادي تشيلمسفورد.

## وصلات خارجية
- باري دايسون على موقع قاعدة بيانات كرة القدم.إي يو (الإنجليزية)